# 柳演錫
柳演錫（1984年4月11日—），本名安演錫（안연석），韓國男演員。透過亦正亦邪的精湛演技，成功演出眾多膾炙人口的角色。

## 生平

### 早年經歷
柳演錫雖然在首爾出生，但六歲時因身為工程學博士的父親被聘為慶尚國立大學的教授，於是舉家搬至慶尚南道晉州市，他也把此地視為他的故鄉。在小學藝術節參演了話劇《螢火蟲》，這是他第一次對「表演」感受到悸動，高二時為了學習演技與正在就讀大學的哥哥一起搬到了首爾。因緣際會，於2003年考上世宗大學電影藝術學系，透過前輩的介紹通過了《原罪犯》的面試，以飾演電影中劉智泰的少年角色出道。但直到2007年服完空軍兵役，並於2009年與King Kong by STARSHIP娛樂簽約，才正式的展開演藝活動。

### 演藝生涯發展

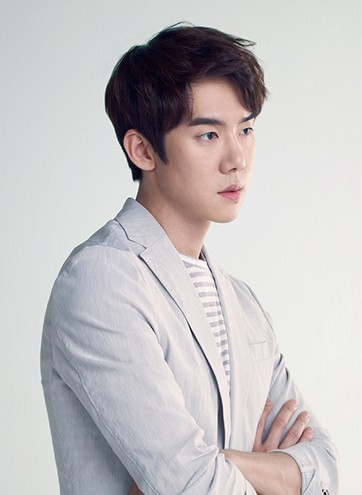
2015年的柳演錫

2012年前大多出演善良純潔的電視劇配角，之後卻是以反派角色獲得大眾矚目。在電影《初戀築夢101》以渣男的形象被稱為「江南學長」、以《一千零一魘》的殺人魔角色被第33屆青龍電影獎提名新人男演員獎，再加上《狼少年：不朽的愛》中飾演的惡棍黃智泰，讓他被封為「國民壞蛋」。
2013年遇見申沅昊執導的《請回答1994》則是演藝生涯的另一個轉捩點。劇中飾演的「七封」是對女主角體貼入微的大學棒球隊明星球員，暖男形象深植人心，不僅成為代表作之一，也讓他結束長達十年的無名期。
2015年首次擔綱電視劇男主角，搭檔姜素拉出演《心情好又暖》；並首次挑戰音樂劇領域，在《穿牆的男人》中飾演主角Dutilleul；9月則憑藉電影《尚衣院》獲得了第35屆黃金攝影賞男子新人獎。2016年在精典醫療劇《浪漫醫生金師傅》中以「姜東柱」一角大放異彩，不僅成功塑造自信又有勝負慾的天才醫生，還曾不需替身親自完成長達40秒的縫合畫面，展現專業實力，也促成之後2023年第3季的特別出演。
2017年在著名音樂劇《搖滾芭比》飾演主角海德薇格，讓第一次挑戰女裝的柳演錫大獲好評。2018年出演由金銀淑作家與李應福導演合作打造的《陽光先生》，劇中以流利的日文與粗曠的形象，飾演冷血又深情的浪人「具東魅」，反差魅力展現了多元演技的新面貌，讓他獲得第55屆百想藝術大賞電視部門男子配角獎的提名。
2020年與申沅昊導演再續前緣，出演熱門劇集《機智醫生生活》系列。這部在忙碌醫院中縮影的人生百態，帶給觀眾無數共鳴，柳演錫在劇中飾演被稱為佛祖的小兒外科醫生「安政源」，以「我們會盡全力」這句話成為作品的名台詞，也在劇中樂團美都與Falasol擔任鼓手，之後更繼續參與衍生綜藝《機智的露營生活》與《機智的山村生活》。
2023年在《運氣好的日子》挑戰驚悚的殺人犯，讓他入圍了第60屆百想藝術大賞電視部門的男子最優秀演技賞。2024年在《現在撥打的電話》化身為總統府發言人「白司彥」，再次以反轉的演技呈獻愛情的多種面貌，並挾帶著海內外的高人氣展開亞洲巡迴粉絲見面會。

## 影視作品

### 劇集
| 年份 | 播放平台 | 劇名                 | 角色           | 備註     |
| 2008 | MBC      | 《綜合醫院2》        | 許宇鎮         |          |
| 2009 | SBS      | 《Dream》            | 盧哲中         |          |
| 2009 | MBC      | 《魂》               | 白宗燦         |          |
| 2010 | MBC      | 《跳躍的心》         | 許池萬         |          |
| 2010 | SBS      | 《南瓜花純情》       | 吳孝俊         |          |
| 2011 | MBC      | 《深夜病院》         | 尹相浩         |          |
| 2012 | SBS      | 《美味人生》         | 崔在赫         |          |
| 2012 | MBC      | 《媽媽是什麼》       | 金延錫         |          |
| 2013 | MBC      | 《九家之書》         | 朴太西         |          |
| 2013 | tvN      | 《請回答1994》       | 金善俊（七封） |          |
| 2015 | MBC      | 《心情好又暖》       | 白建宇         |          |
| 2015 | SBS      | 《Mrs. Cop》         | 趙英皓         | 友情客串 |
| 2016 | SBS      | 《浪漫醫生金師傅》   | 姜東柱         |          |
| 2018 | tvN      | 《陽光先生》         | 具東魅         |          |
| 2020 | tvN      | 《機智醫生生活》     | 安政源         |          |
| 2021 | tvN      | 《機智醫生生活2》    | 安政源         |          |
| 2022 | Netflix  | 《毒梟聖徒》         | 朴大衛         |          |
| 2022 | JTBC     | 《愛情的理解》       | 河常秀         |          |
| 2023 | SBS      | 《浪漫醫生金師傅3》  | 姜東柱         | 特別出演 |
| 2023 | tvN      | 《運氣好的日子》     | 金赫洙／李炳民 |          |
| 2024 | MBC      | 《現在撥打的電話》   | 白司彥／白唯戀 |          |
| 2025 | tvN      | 《機智住院醫生生活》 | 安政源         | 特別出演 |
| 2025 | ENA      | 《你的味道》         | 田閔           | 特別出演 |
| 2026 | SBS      | 《神與律師事務所》   |                |          |

### 電影
| 年份 | 片名                     | 角色             | 備註             |
| 2003 | 《原罪犯》               | 佑鎮             | 劉智泰的少年時期 |
| 2009 | 《黃金時代》             | 男人             | 多段式電影       |
| 2011 | 《偶然與你再遇》         | 韓秀             | 主演             |
| 2012 | 《十八，十九》           | 浩野             | 主演             |
| 2012 | 《建築學概論》           | 在旭             |                  |
| 2012 | 《兩個婚禮一個葬禮》     | 李俊             | 特別出演         |
| 2012 | 《一千零一魘》           | 殺人魔           |                  |
| 2012 | 《狼少年：不朽的愛》     | 黃智泰           |                  |
| 2013 | 《全國歌唱比賽》         | 金東洙           |                  |
| 2013 | 《華頤：吞噬怪物的孩子》 | 朴智元           |                  |
| 2014 | 《舉報者》               | 沈民豪           |                  |
| 2014 | 《尚衣院》               | 英祖             |                  |
| 2015 | 《隱秘的誘惑》           | 成烈             | 主演             |
| 2015 | 《愛上變身情人》         | 金禹鎮           | 全片口白擔綱     |
| 2016 | 《那天的氛圍》           | 金宰賢           | 主演             |
| 2016 | 《解語花》               | 金尹宇           | 主演             |
| 2016 | 《春夢》                 | 摩托車男         | 特別出演         |
| 2020 | 《鋼鐵雨2：核戰危機》    | 朝鮮委員長趙善史 |                  |
| 2021 | 《今天決定我愛你》       | 宰憲             |                  |
| 2021 | 《索命首爾》             | 朴振浩           | 主演，韓法合作   |
| 2023 | 《超完美狗保姆》                     | 敏秀             | 主演             |
| 2025 | 《無可奈何》             | 吳振浩           |                  |

### MV
| 年份 | 歌手                  | 歌名                           | 備註           |
| 2008 | 尹鍾信                | 〈明天做的事〉                 | 與李昭正       |
| 2013 | 尹鍾信（feat.成始璄） | 〈明天做的事〉                 |                |
| 2013 | 李承哲                | 〈The Day to Love〉（사랑 둘） | [ 26 ] [ 27 ]  |
| 2013 | Honey G               | 〈傻瓜啊〉                     | 與宋旻晶       |
| 2013 | 孝琳                  | 〈One Way Love〉               |                |
| 2014 | Toy（feat.成始璄）    | 〈三個人〉                     | 與孔明、金有美 |
| 2015 | Standing Egg          | 〈因為漂亮〉                   | 與孫淡妃       |
| 2018 | K.Will                | 〈那時候〉（그땐 그댄）        | [ 29 ]         |
| 2020 | 圭賢                  | 〈Daystar〉                    |                |
| 2024 | 金範洙                | 〈旅行〉                       | [ 30 ]         |

### 音樂劇
- 2015年—2016年：《穿牆的男人》飾演 Dutilleul[31]
- 2017年：《搖滾芭比》飾演 Hedwig、Tommy
- 2018年—2019年：《愛與謀殺的紳士指南（젠틀맨스 가이드:사랑과 살인편）》飾演 蒙堤[32]
- 2020年：《維特（베르테르）》飾演 維特[33]
- 2021年—2022年：《愛與謀殺的紳士指南（젠틀맨스 가이드:사랑과 살인편）》飾演 蒙堤
- 2024年：《搖滾芭比》飾演 Hedwig、Tommy[34]

## 主持
| 日期           | 頻道    | 節目名稱         | 備註     |
| 2018年11月23日 | SBS     | 第39屆青龍電影獎 | 與金憓秀 |
| 2019年11月21日 | SBS     | 第40屆青龍電影獎 | 與金憓秀 |
| 2021年2月9日   | SBS     | 第41屆青龍電影獎 | 與金憓秀 |
| 2021年11月26日 | SBS     | 第42屆青龍電影獎 | 與金憓秀 |
| 2022年11月25日 | KBS 2TV | 第43屆青龍電影獎 | 與金憓秀 |
| 2023年11月24日 | KBS 2TV | 第44屆青龍電影獎 | 與金憓秀 |

## 綜藝節目
| 年份      | 播放日期      | 播放日期      | 電視台  | 節目名稱                  | 集數 | 合作藝人                                            |
| 年份      | 首播          | 終映          | 電視台  | 節目名稱                  | 集數 | 合作藝人                                            |
| 2012      | 4月8日        | 6月30日       | tvN     | 《貓與狗》                | 12   | 李清娥、李龍眞                                      |
| 2014      | 9月12日       | 10月10日      | tvN     | 《花樣青春—第一季寮國篇》 | 5    | 孫浩俊、Baro                                        |
| 2016      | 2月18日       | 4月7日        | Mnet    | 《We Kid》                | 8    | 金成柱、朴寶英、Tiger JK                            |
| 2019      | 1月4日        | 3月8日        | tvN     | 《Coffee Friends》        | 10   | 孫浩俊、崔智友、梁世宗、趙在允                      |
| 2021      | 3月11日       | 4月1日        | YouTube | 《機智的露營生活》        | 6    | 金大明、曹政奭、鄭敬淏、田美都                      |
| 2021      | 10月8日       | 12月3日       | tvN     | 《機智的山村生活》        | 9    | 金大明、曹政奭、鄭敬淏、田美都                      |
| 2023      | 7月21日       | 8月25日       | TVING   | 《杜拜大富翁》            | 8    | 李昇基、池錫辰、曹世鎬、李東輝、圭賢、Joshua、Hoshi |
| 2024—2025 | 2024年4月23日 | 2025年1月21日 | SBS     | 《只要有空，》            | 20   | 劉在錫                                              |

## 音樂作品
| 發行日期       | 類型     | 曲名                                            | 收錄專輯                       | 備註               |
| 2013年12月13日 | OST      | 〈只感覺到你〉                                  | 《請回答1994》OST Part.7       | 與鄭宇、孫浩俊合唱 |
| 2021年5月5日   | OST      | 〈傳遞愛（사랑을 전해요）〉                     | 《維特（베르테르）》           | [ 39 ]             |
| 2021年5月5日   | OST      | 〈親愛的（반가운 나의 사랑）〉                  | 《維特（베르테르）》           | [ 39 ]             |
| 2021年5月5日   | OST      | 〈無法踏出你的步伐的話（발길을 뗄 수 없으면）〉 | 《維特（베르테르）》           | [ 39 ]             |
| 2021年5月5日   | OST      | 〈猶如被閃電擊中（번갯불에 쏘인 것처럼）〉      | 《維特（베르테르）》           | [ 39 ]             |
| 2021年8月6日   | OST      | 〈致你〉                                        | 《機智醫生生活2》OST Part.7    | [ 40 ]             |
| 2023年6月17日  | OST      | 〈謝謝你成為我的回憶〉                          | 《浪漫醫生金師傅3》OST Part.10 | 合唱曲             |
| 2023年7月21日  | OST      | 〈Our Vacation〉                                | 《杜拜大富翁》OST Part.1       | 合唱曲             |
| 2023年8月3日   | OST      | 〈Happy Together〉                              | 《杜拜大富翁》OST Part.3       | 與圭賢             |
| 2023年9月3日   | 數位單曲 | 〈Falling〉                                     | 《Falling》                    | 紀念出道二十週年   |
| 2025年1月4日   | OST      | 〈Say My Name〉                                 | 《現在撥打的電話》OST Part.6   | [ 42 ]             |

## 提名與獲獎列表
| 年份 | 頒獎典禮                 | 獎項                                | 作品                 | 結果 |
| 2011 | 第48屆大鐘獎             | 最佳新人男演員                      | 《偶然與你再遇》     | 提名 |
| 2012 | 第33屆青龍電影獎         | 最佳新人男演員                      | 《一千零一魘》       | 提名 |
| 2014 | 第50屆百想藝術大賞       | 電視部門男子人氣賞                  | 《請回答1994》       | 提名 |
| 2014 | 第7屆亞洲時尚偶像獎      | 時尚偶像賞                          | 不適用               | 獲獎 |
| 2015 | 第35屆黃金攝影賞         | 男子新人獎                          | 《尚衣院》           | 獲獎 |
| 2015 | 第52屆大鐘獎             | 男配角獎                            | 《尚衣院》           | 提名 |
| 2015 | MBC演技大賞              | 十大明星賞                          | 《心情好又暖》       | 獲獎 |
| 2015 | MBC演技大賞              | 迷你劇部門 男子優秀演技獎           | 《心情好又暖》       | 提名 |
| 2015 | MBC演技大賞              | 男子人氣獎                          | 《心情好又暖》       | 提名 |
| 2015 | MBC演技大賞              | 最佳情侶獎（與姜素拉）              | 《心情好又暖》       | 提名 |
| 2016 | SBS演技大賞              | 體裁類電視劇部門 男子優秀演技獎     | 《浪漫醫生金師傅》   | 獲獎 |
| 2016 | SBS演技大賞              | 最佳CP賞（與徐玄振）                | 《浪漫醫生金師傅》   | 獲獎 |
| 2016 | SBS演技大賞              | IDOL ACADEMY Kiss匠人獎（與徐玄振） | 《浪漫醫生金師傅》   | 獲獎 |
| 2016 | Korea Movie Stars Awards | 人氣獎                              | 《男神貴姓》         | 獲獎 |
| 2018 | 第2屆The Seoul Awards    | 電視部門 最佳男配角獎               | 《陽光先生》         | 獲獎 |
| 2018 | 第3屆亞洲明星盛典        | 年度藝人獎                          | 《陽光先生》         | 獲獎 |
| 2018 | 第3屆亞洲明星盛典        | Best Actor獎                        | 《陽光先生》         | 獲獎 |
| 2018 | 第6屆APAN Star Awards    | 中篇電視劇 男子優秀演技賞           | 《陽光先生》         | 提名 |
| 2019 | 第55屆百想藝術大賞       | 電視部門 男子配角獎                 | 《陽光先生》         | 提名 |
| 2021 | 第41屆青龍電影獎         | 最佳男配角獎                        | 《鋼鐵雨：深潛行動》 | 提名 |
| 2024 | 第60屆百想藝術大獎       | 電視部門 男子最優秀演技賞           | 《運氣好的日子》     | 提名 |
| 2024 | MBC演技大賞              | 男子最優秀演技獎                    | 《現在撥打的電話》   | 獲獎 |
| 2024 | MBC演技大賞              | 最佳CP賞（與蔡秀彬）                | 《現在撥打的電話》   | 獲獎 |
| 2024 | MBC演技大賞              | 大賞                                | 《現在撥打的電話》   | 提名 |
| 2024 | SBS演藝大獎              | 新人獎                              | 《只要有空，》       | 獲獎 |

## 公益慈善
2015年，柳演錫在繁忙的行程抽空參與了世界展望會舉辦的志工活動，前往非洲衣索比亞。感受到當地惡劣的環境，因此為孩子們捐贈最需要的物資、為學校安裝太陽能板。因喜愛攝影，回到韓國後把自己所看所聞與親自拍攝的照片，發行成圖書《柳演錫的DREAM（유연석의 DREAM）》以及舉辦攝影展，將所獲收益全數捐獻給世界展望會，為衣索比亞的兒童夢想與鄉村教育事業做出些貢獻。
2017年，舉辦第二次攝影展《RE:creation》，用相片紀錄1993年被聯合國指定為世界自然遺產的日本屋久島夢幻般的面貌，此次展覽收益也全部捐給一家兒童領養院。
2018年，柳演錫與孫浩俊親自籌劃並執行一項名為「咖啡朋友」的公益活動。以汝矣島爲起點，兩人不定期的開著咖啡車，以一杯咖啡的價格作為每個人的捐款。活動持續了九個月，還曾找其他藝人一起合作，最後所募集的資金再加上兩人自己追加的金額共為3260萬韓圓，全數捐獻給由Purme基金會成立的Nexon兒童康復醫院，專用於殘疾兒童的治療。
2019年，朴熙妍製作人受到感召，決定將「咖啡朋友」拍成綜藝節目，由羅䁐錫擔任創意總監，《Coffee Friends》在濟州島的橘子園咖啡廳展開營業，並將最後所得1200多萬韓圓繼續捐獻給Nexon兒童康復醫院，作為殘疾兒童的綜合護理服務。
2020年末，透過Purme基金會捐贈5000萬韓圓，用於幫助有發育障礙的青年建立工作地。而粉絲除了在2018年跟著拋磚引玉捐贈給基金會100萬韓圓外，每年在柳演錫的生日會上也都持續捐款。
此外，柳演錫先後領養了三隻流浪犬。第一隻是2012年領養的「巴尼（바니）」，第二隻是2015年領養的「七封（칠봉이）」，2021年領養了第三隻英國塞特犬「麗塔（리타）」。尤其麗塔在2019年獲救時和其他狗狗一起被關在狹小的籠子裡、受到皮膚病折磨，經過志願者的精心照顧和訓練才逐漸找回健康。但也許因為是中型犬的緣故，一直找不到合適的領養者，直到柳演錫的出現才有了新家，麗塔於2024年還繼續出鏡在主人主演的《現在撥打的電話》中。

## 粉絲見面會
| 年份                                                  | 日期          | 城市             | 地點                           | 備註                                   |
| 柳演錫的 1st STORY（유연석의 1st STORY）              |               |                  |                                |                                        |
| 2014                                                  | 7月27日       | 首爾             | Sowol Art Hall                 | [ 57 ]                                 |
| 柳演錫日本粉絲見面會「幸福的食譜」                    |               |                  |                                |                                        |
| 2016                                                  | 6月18日       | 日本東京         | 世田谷區玉川區民會館           | [ 58 ]                                 |
| 柳演錫粉絲見面會「One Fine Day」                      |               |                  |                                |                                        |
| 2017                                                  | 4月1日        | 首爾             | 梨花女子大學                   | [ 59 ]                                 |
| 2017                                                  | 6月23日       | 日本東京         | 中野ZERO                       | [ 58 ]                                 |
| 柳演錫粉絲見面會「All about YOO」紀念出道15週年       |               |                  |                                |                                        |
| 2018                                                  | 10月9日       | 首爾             | 延世大學                       | 金銀淑、金玟廷為嘉賓                   |
| 2018                                                  | 11月2日       | 日本東京         | 光が丘IMA ホール               | [ 61 ]                                 |
| 2018                                                  | 12月8日       | 泰國曼谷         | Ultra Arena Hall @Show DC      |                                        |
| 「柳演錫的理解（유연석의 이해）」紀念出道20週年       |               |                  |                                |                                        |
| 2023                                                  | 9月2日        | 首爾             | 延世大學                       | 美都與Falasol成員為嘉賓                |
| 柳演錫亞洲粉絲見面會「FALLING FOR YOO」紀念出道20週年 |               |                  |                                |                                        |
| 2023                                                  | 11月4日       | 泰國曼谷         | KBank Siam Pic-Ganesha Theatre |                                        |
| 2024                                                  | 1月7日        | 日本東京         | Yakult Hall                    |                                        |
| 柳演錫粉絲見面會 [The Secret Code：Y]                 |               |                  |                                |                                        |
| 2025                                                  | 1月18日       | 首爾             | 光云大學東海文化藝術館         | 金芝雲、李準（搖滾芭比音樂總監）為嘉賓 |
| 2025                                                  | 3月1日        | 泰國曼谷         | Idea Live                      |                                        |
| 2025                                                  | 3月8日        | 香港             | AXA安盛創夢館                  |                                        |
| 2025                                                  | 3月15日       | 日本千葉市       | 市川市文化會館                 |                                        |
| 2025                                                  | 3月22日、23日 | 臺灣台北         |                                | [ 64 ]                                 |
| 2025                                                  | 3月27日       | 新加坡           | The Theatre at Mediacorp       |                                        |
| 2025                                                  | 4月5日        | 印度尼西亞雅加達 | JIEXPO Theatre                 |                                        |

## 外部連結
- 官方網站
- 柳演錫的X（前Twitter）
- 柳演錫官方facebook  （页面存档备份，存于）
- 柳演錫的Instagram帳戶
- 柳演錫個人YouTube頻道  （页面存档备份，存于）
- 柳演錫在NAVER上的资料
- 柳演錫在Daum上的资料
- 柳演錫在HanCinema的頁面（英文）